# Ablaq

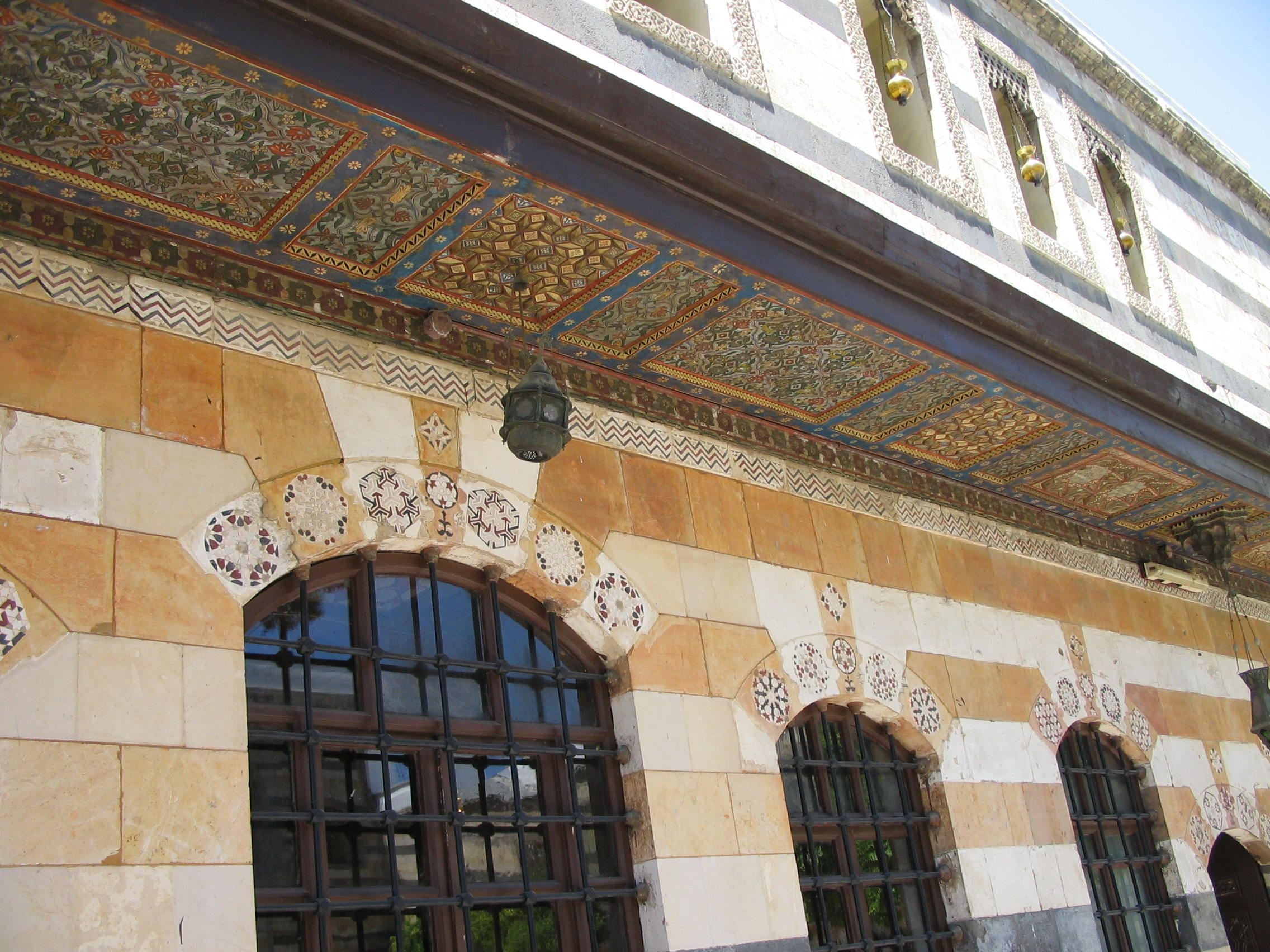
Palau d'Azem, que fa servir la tècnica àblaq

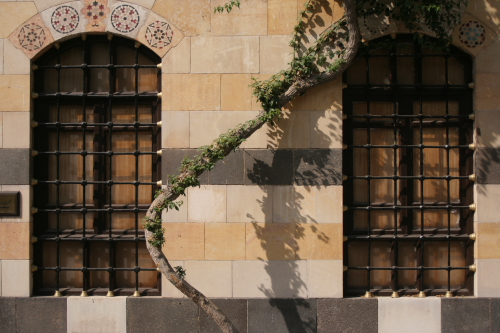
Detall de les files dàblaq del Palau d'Azem

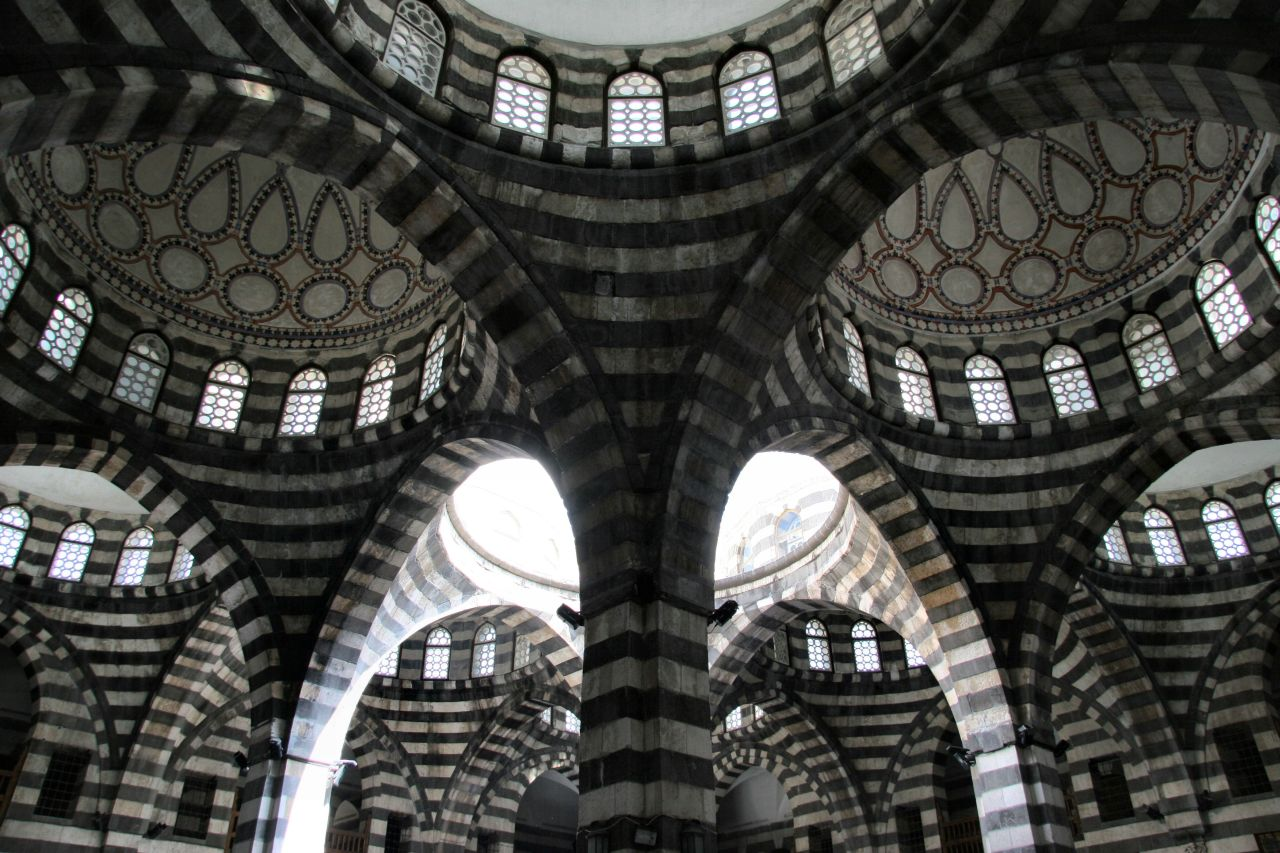
Khan d'As'ad Pasha

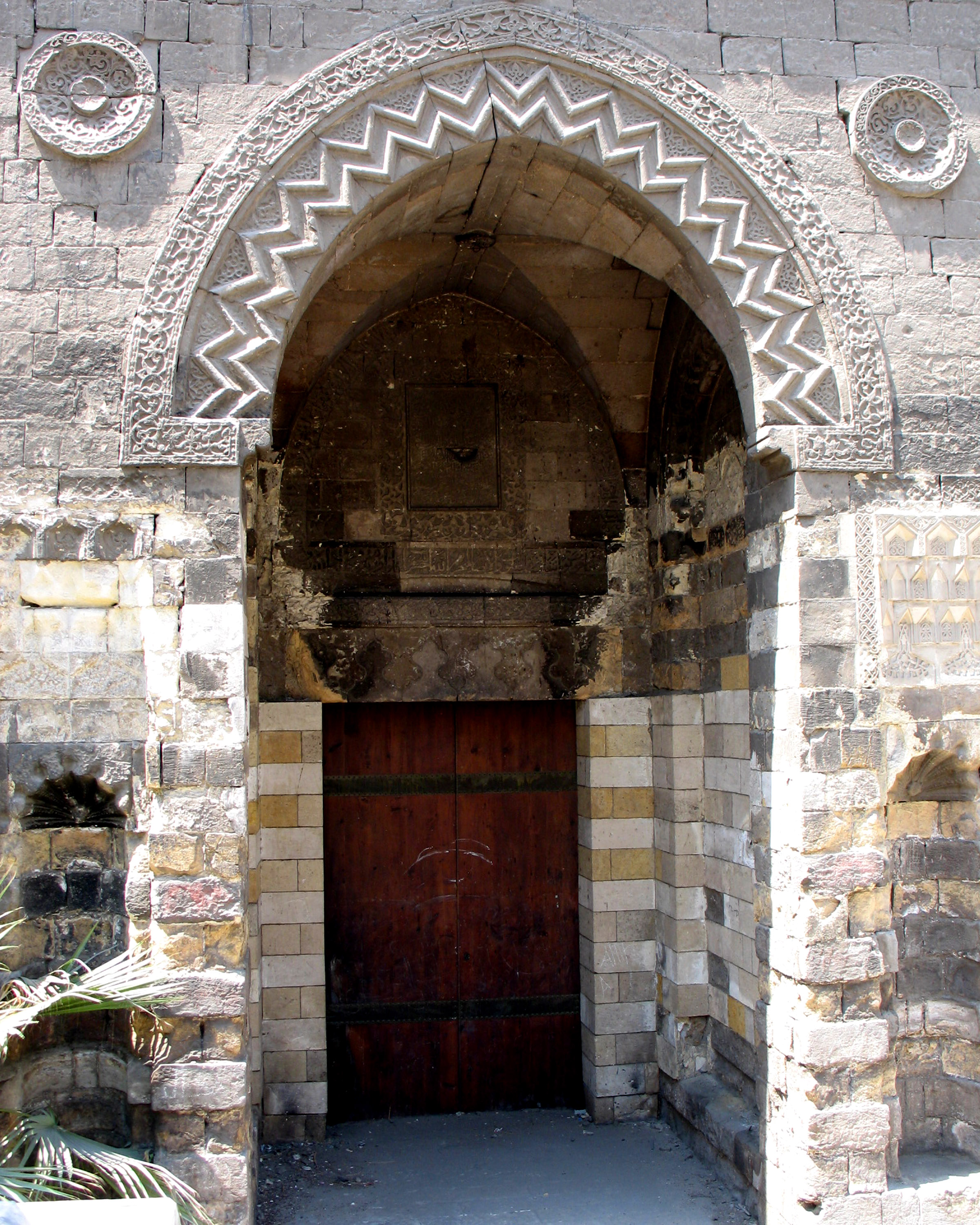
Portal de la mesquita d'adh-Dhàhir Bàybars

L'àblaq (de l'àrab أبلق, «de dos colors», «blanc i negre») és un estil arquitectònic en què s'alternen o fluctuen files de pedra clara i fosca. Registres històrics situen l'aparició d'aquest tipus de tècnica en maçoneria a la part meridional de Síria. S'associa, com a terme àrab, especialment a la decoració arquitectònica araboislàmica. El primer ús del terme àblaq del qual es té constància pertany a les reparacions de la Gran Mesquita de Damasc el 1109, però la tècnica ja es feia servir molt abans.

## Tècnica
La tècnica és característica de l'arquitectura islàmica. La tècnica decorativa àblaq deriva de l'antic Imperi Romà d'Orient, arquitectura del qual feia servir files seqüencials alternants de carreu de color clar amb maons taronges més foscos.
El primer ús conegut del terme àblaq en tècniques de construcció és en obres de maçoneria durant la reconstrucció de les muralles de la mesquita dels Omeies de Damasc. Segons els registres, aquestes millores al mur nord van començar a principis del segle xii. Els subministraments locals de pedra podrien haver encoratjat l'ús de cursos alternatius de pedra clara i fosca. A la part sud de Síria hi abunda el basalt negre, a més de pedra calcària de color blanc. La quantitat de cadascuna és més o menys igual, així que era natural que les tècniques de maçoneria fessin servir proporcions equilibrades.
La tècnica en si, però, ja es feia servir molt abans, amb la Mesquita de Còrdova sent-ne un exemple notable, Medina Azahara, i possiblement la Mesquita d'Al-Aqsa, a més de la Cúpula de la Roca.
Els mamelucs feien servir efectes de llum multicolors i el clarobscur en els seus edificis, i entre els elements arquitectònics que el complementaven hi havia l'àblaq. El carreu sovint es combinava amb maons per les voltes. Aquests elements mamelucs i sirians els van aplicar i compartir els aiúbides i els croats a Palestina, Síria i Egipte.

## Història
El 1266–1269 el sultà adh-Dhàhir Bàybars va construir una mesquita coneguda com a mesquita d'adh-Dhàhir Bàybars o Palau de Qasr àblaq en que s'alternaven pedres clares i fosques. Basant-se en aquesta mesquita, l'àblaq com a tècnica es va estendre i utilitzar sovint ja durant el segle xiii
L'arquitectura mameluca de Síria, Egipte i Palestina va adoptar la tècnica àblaq durant els segles xiv i xv. En aquests països sovint es feien servir pedres negres i blanques, així com maons vermells en files iguals, amb edificis de ratlles de tres colors com a resultat.
La tècnica àblaq és present al Palau d'Azm a Damasc i en altres edificis del període otomà. De fet, Andrew Petersen, director de recerca en arqueologia islàmica a la Universitat de Gal·les, Lampeter, diu que l'àblaq (l'alternança de pedra calcària amb basalt) és una «característica de la maçoneria monumental de Damasc.»
A la Cúpula de la Roca, a Jerusalem, es combinen llindes en àblaq de files vermelles i blanques per ressaltar les dovelles del gran arc. L'arquitectura mameluca de Jerusalem (període entre el 1250 i el 1516) inclou maons de colors diversos: groc, blanc, i negre. Els orígens dels tractaments de marbre en àblaq a la Cúpula són motiu de debat; alguns teoritzen que són originals, mentre que altres defensen que es van afegir posteriorment (amb diferències en les dates i la identitat dels constructors).
A Jordània, el kan mameluc fortificat a Àqaba (ca. 1145) és una fortalesa medieval modelat sobre la base del que feien servir els croats. Conté un arc sobre l'entrada protegida. Aquest arc de ferradura està dissenyat amb la tècnica àblaq, que recorda a l'arquitectura mameluca a Egipte.
Els monuments eclesiàstics de Pisa—especialment la Catedral de Pisa i l'Església de San Sepolcro (construcció iniciada el 1113)—van fer servir l'àblaq, no un simple revestiment blanc i negre, entre la conquesta de Jerusalem a la Primera Croada (1099) i la finalització d'aquesta el 1130, aproximadament. Es van fer servir diversos motius arquitectònics, entre els quals làblaq, l'arc en zig-zag, i dovelles (ondulades i planes). Aquests embelliments eren una apropiació directa de l'arquitectura musulmana, resultat del pelegrinatge a Jerusalnem, i la guerra contra els sarraïns durant la Primera Croada. Aquests visitants a Jerusalem podien veure àblaq a la Cúpula de la Roca, i a l'església del Sant Sepulcre, a més d'altres exemples que avui dia no es conserven. Així, zig-zags (vegeu arquitectura normanda) i làblaq van passar a formar part del repertori de l'arquitectura romànica.
L'arquitecte de Carolina del Sud John Henry Devereux va crear un edifici que emprava l'àblaq amb els colors blanc i negre; tanmateix, des de llavors s'ha pintat de vermell monocromàtic.